# Johan Michiel Dautzenberg
Johan Michiel Dautzenberg (magyarosan Dautzenberg János Mihály, Heerlen, 1808. december 6. – Brüsszel, 1869. február 4.) belga (flamand) költő.

## Életpályája
Eleinte magántitkár volt, később tanító, majd egy brüsszeli banknál kapott dolgozott. Nagy érdemeket szerzett a flamand helyesírás megállapítása körül. 
Van Duyse-zal együtt írott művei pályadíjat nyertek. Számos lapot is alapított. Hátrahagyott költeményei 1869-ben Brüsszelben jelentek meg.

## Művei
- Gedichten (Versek)(Brüsszel, 1850)
- Beknopte prosodie der Nederlandsche spraek (Antwerpen, 1851)
- Loverkens (1852)
- Volksleesboek (Brüsszel, 1854) (van Duyse-zal együtt)
- Verhaelen uit de geschiedenis van België (Gent, 1856, 1867, van Duyse-zal együtt)
- Beknopte prosodie der Nederduitsche taal (1859)
- De doop (1867)
- De moriljen (1867)
- Verspreide en nagelaten gedichten (1869)
- Oden (1923)